# Arrigo Gradi
Arrigo Gradi (Bologna, 2 novembre 1887 – Lugano, 12 luglio 1969) è stato un calciatore italiano, di ruolo attaccante.

## Biografia
Tra i fondatori del Bologna presenti alla riunione del 3 ottobre 1909 alla Birreria Ronzani dove nacque la società, ne procurò la prima maglia portando dal collegio che aveva frequentato in Svizzera, lo Schönberg di Rossbach, il campione con cui la squadra si vestì all'esordio. La sua carriera fu segnata da un infortunio ma rimase comunque legato alla squadra, cui portò nel primo dopoguerra l'allenatore Felsner.
È sepolto alla Certosa di Bologna.

## Palmarès

### Club

#### Competizioni regionali
- Terza Categoria: 1

Bologna: 1909-1910